# Cayetano Ripoll
Cayetano Ripoll, född 1778 i Solsona i Katalonien, död den 26 juli 1826 i Valencia, var en spansk lärare och deist. Han var den sista person som dömdes till döden av den spanska inkvisitionen.  
Ripoll var en fattig skolmagister i Valencia. Han deltog i kriget mot Frankrike och tillbringade en tid som krigsfånge i Frankrike, där han blev anhängare till deismen. Vid sin återkomst till Spanien började han att sprida sina åsikter till sina elever. Detta ledde till att han 1824 arresterades och anklagades för kätteri. Han ställdes inför inkvisitionen efter två år i fängelse och fälldes för att ha talat om sina deistiska åsikter. Den katolska kyrkan rekommenderade att han skulle avrättas genom brännas på bål. 
De sekulära myndigheterna valde dock att använda hängning som metod. Detta upprörde de katolska kyrkliga myndigheterna, som lät placera Cayetano Ripolls lik i en tunna målad med flammor och brände den. Därefter lät de kasta hans kvarlevor i floden. 
Cayetano Ripoll var inte bara den sista person som avrättades dömd av spanska inkvisitionen, utan också den sista person i Europa som avrättades av myndigheter för kätteri.[källa behövs]